# Nhlanhla Gwebu
Nhlanhla Gwebu (ur. 11 listopada 1986) – suazyjski piłkarz grający na pozycji bramkarza. Od 2017 jest zawodnikiem klubu Young Buffaloes FC.

## Kariera klubowa
Swoją karierę piłkarską Gwebu rozpoczął w klubie Green Mamba FC. W 2006 roku zadebiutował w jego barwach w suazyjskiej pierwszej lidze. W debiutanckim sezonie wywalczył z nim wicemistrzostwo kraju. W sezonie 2007/2008 był zawodnikiem Malanti Chiefs FC, a w sezonie 2008/2009 - ponownie Green Mamba FC. W latach 2009–2013 występował w Young Buffaloes FC. W sezonie 2009/2010 został z nim mistrzem kraju. W sezonie 2013/2014 był piłkarzem Moneni Pirates FC, a w latach 2014-2017 - Malanti Chiefs FC. W 2017 wrócił do Young Buffaloes. Wywalczył z nim mistrzostwo Eswatini w sezonie 2019/2020, trzy wicemistrzostwa w sezonach 2017/2018, 2020/2021 i 2022/2023 oraz Puchar Eswatini w 2018 roku.

## Kariera reprezentacyjna
W reprezentacji Eswatini Gwebu zadebiutował 25 czerwca 2006 w przegranym 1:2 towarzyskim meczu z Zimbabwe.